# Laura Garrone
Laura Garrone (* 15. November 1967 in Mailand) ist eine ehemalige italienische Tennisspielerin.

## Karriere
1985 gewann sie bei den Juniorinnen die Einzelwettbewerbe der French Open und der US Open.
Bei den Erwachsenen konnte sie sich dann auf der WTA Tour fünf Doppeltitel sichern.
Von 1985 bis 1992 spielte sie für die italienische Fed-Cup-Mannschaft insgesamt 16 Partien. Einer positiven Bilanz von 3:2 im Einzel stehen im Doppel vier Siege sieben Niederlagen gegenüber.

## Turniersiege

### Doppel
| Nr. | Datum              | Turnier  | Kategorie    | Belag | Partnerin         | Finalgegnerinnen                | Ergebnis       |
| --- | ------------------ | -------- | ------------ | ----- | ----------------- | ------------------------------- | -------------- |
| 1.  | 6. August 1989     | Sofia    | WTA Tier V   | Sand  | Laura Golarsa     | Silke Meier Elena Pampoulova    | 6:4, 7:5       |
| 2.  | 13. Juli 1990      | Palermo  | WTA Tier V   | Sand  | Karin Kschwendt   | Florencia Labat Barbara Romano  | 6:2, 6:4       |
| 3.  | 16. September 1990 | Athen    | WTA Tier V   | Sand  | Karin Kschwendt   | Leona Lásková Jana Pospíšilová  | 6:0, 1:6, 7:66 |
| 4.  | 10. Juli 1994      | Palermo  | WTA Tier IV  | Sand  | Ruxandra Dragomir | Alice Canepa Giulia Casoni      | 6:1, 6:0       |
| 5.  | 17. September 1995 | Warschau | WTA Tier III | Sand  | Sandra Cecchini   | Henrieta Nagyová Denisa Szábová | 5:7, 6:2, 6:3  |